# 마쓰다이정
마쓰다이정(松代町)은 니가타현 동부 히가시쿠비키군의 동단에 위치했던 정이다. 2005년 4월 1일에 도카마치시 및 마쓰노야마정, 나카우오누마군 가와니시정, 나카사토촌과 합병해 신설된 도카마치시에 해당되기 때문에 소멸하였다. 

## 개요
당정은 산비탈에 위치한다.현 시정촌과 '고정자산 가격 등의 개요'(2000년)에 따르면 마을 면적 중 논밭은 10.4%, 택지는 0.9%이며, 그 외는 산림이나 잡종지 등이 차지하고 있다.

## 역사
- 1901년 11월 1일 - 히가시쿠비키군 미네카타촌, 마쓰다이라촌, 이사와촌이 합병해 마쓰다이촌이 신설되었다.
- 1954년 3월 31일 - 히가시쿠비키군 야마다이라촌이 합병해 마쓰다이촌이 신설되었다.
  - 10월 1일 - 정으로 승격해 마쓰다이정이 되었다.
- 1959년 1월 1일 - 누나가와촌을 편입하였다.
- 1967년 4월 1일 - 가와니시촌의 일부를 편입하였다.
- 2005년 4월 1일 - 도카마치시 및 마쓰노야마정, 나카우오누마군 가와니시정, 나카사토촌과 합병해 도카마치시가 신설해 소멸했다.

## 행정
- 정장 : 세키야 타쓰하루 (関谷 達治) (1989년 5월 18일부터)

## 교통

### 철도
- 호쿠에쓰 급행 호쿠호쿠 선 (마쓰다이역)

### 도로
- 국도 제253호선
- 국도 제403호선
- 국도 제405호선